# 1976年亞洲舉重錦標賽
1976年第8届亞洲舉重錦標賽于1976年4月10日至12日在泰国曼谷举行。共有来自8个国家和地区的48名运动员参加比赛。

## 比赛成绩
| 赛事       | 金牌                                       | 银牌                                       | 铜牌                                     |
| 次最轻量级 | 比差·秋参 · 泰国（THA） · 95+117.5=212.5   | 白崎 · 日本（JPN） · 92.5+110=202.5        | 纳苏蒂安 · 印尼（INA） · 85+110=195      |
| 最轻量级   | 陈满林 · 中国（CHN） · 102.5+127.5=230     | 椎名 · 日本（JPN） · 97.5+125=222.5        | 汤地 · 日本（JPN） · 95+125=220          |
| 次轻量级   | 厄杜·威兹 · 以色列（ISR） · 115+145=260    | 姜信一 · 韩国（KOR） · 115+140=255         | 刘英剑 · 中国（CHN） · 115+140=255       |
| 轻量级     | 元信喜 · 韩国（KOR） · 130+165=295         | 小池务 · 日本（JPN） · 110+155=265         | 哇里努奕 · 印尼（INA） · 110+140=250     |
| 中量级     | 马利克 · 巴基斯坦（PAK） · 120+162.5=282.5 | 马文广 · 中国（CHN） · 120+160=280         | 嵯峨光男 · 日本（JPN） · 122.5+147.5=270 |
| 轻重量级   | 杨桂霖 · 中国（CHN） · 140+170=310         | 李春殖 · 韩国（KOR） · 135+167.5=302.5     | 永旧忠胜 · 日本（JPN） · 125+165=290     |
| 次重量级   | 钱玉凯 · 中国（CHN） · 127.5+160=287.5     | 萨德尔 · 巴基斯坦（PAK） · 112.5+152.5=265 | 哈托诺 · 印尼（INA） · 110+145=255       |
| 重量级     | 杨怀庆 · 中国（CHN） · 130+175=305         | 佐拉 · 巴基斯坦（PAK） · 120+150=270       | 阿鲁洛 · 印尼（INA） · 105+145=250       |
| 特重量级   | 岩崎雄之 · 日本（JPN） · 125+177.5=302.5   | 郭光亮 · 新加坡（SGP） · 110+130=240       | 无（只有2人参加）                        |